# Байрактар, Вячеслав Вячеславович
Вячеслав Вячеславович Байрактар (род. 15 мая 1996, Старые Трояны, Одесская область) — украинский борец греко-римского стиля. Мастер спорта Украины. На соревнованиях представляет Одесскую область.
Гагауз по национальности. Отец — гагауз, мать — болгарка. Фамилия Байрактар тюркского происхождения, переводящаяся как «знаменосец».
Начинал заниматься борьбой под руководством отца и деда. После переезда в Одессу тренировался на Михайловской площади. Первый тренер — Константин Пульчо. Позднее тренировался у Георгия Цонкова.
Бронзовый призёр юношеского Кубка Украины 2014 года по греко-римской борьбе. На молодёжном уровне имел серебро чемпионата Украины и бронзу Кубка Украины. На некоторое время прекращал занятия борьбой и выезжал на заработки в Польшу. Вернувшись на родину стал в ноябре 2022 года чемпионом Украины по греко-римской борьбе среди взрослых в весовой категории до 55 кг.
На турнире Анри Деглана во Франции в январе 2023 года взял серебряную медаль. Участник чемпионата Европы 2023 года в Загребе, где занял последнее место, уступив грузину Нугзари Цурцумия. Серебряный призёр Кубка Украины 2023 года.